# Дзогчен
Дзогчен, що в перекладі з тибетської означає «Велика Досконалість», вважається найвищим вченням в тибетському буддизмі. Це не релігійне віровчення, а живе, не-інтелектуальне знання, яке вчителі передавали понад обмеження різних традицій. Вчення Дзогчен — це шлях самодосконалості, відкритий для всіх. Органічно використовуючи все своє сприйняття та весь повсякденний досвід, практиканти Дзогчену вчаться розпізнавати природу свідомості, а також інтегрувати віднайдене знання у звичайне життя. Оскільки сутність цього шляху не залежить від культурної специфіки, її можна зрозуміти та практикувати в будь-якому духовному контексті.
Одним із найвідоміших вчителів Дзогчен сучасності є Чог'ял Намкай Норбу. Вже тридцять років він подорожує світом, відкликаючись на прохання передачі Вчення.
З 1992 року Чог'ял Намкай Норбу регулярно відвідує країни колишнього СРСР, де вже провів загалом більше 20 ретритів (семінарів) із вчення Дзогчен. Зараз його учні складають одну з найчисельніших буддійських громад України. Перший візит Чог'яла Намкай Норбу до України відбувся в 2002 році. У 2005 році він відвідав Україну вдруге. Під час візиту він провів лекцію в Києві про сутність вчення Дзогчен та п'ятиденний ретрит в Криму.